# Daulia (arna)
Daulia és un gènere d'arnes de la família Crambidae.

## Taxonomia
- Daulia afralis Walker, 1859
- Daulia argentuosalis (Swinhoe, 1890)
- Daulia argyrophoralis Hampson, 1907
- Daulia arizonensis Munroe, 1957
- Daulia auriplumbea (Warren, 1914)
- Daulia magdalena (Fernald, 1892)
- Daulia subaurealis (Walker, 1866)